# Bob Verga
Robert Bruce „Bob” Verga (ur. 7 września 1945 w Neptune) – amerykański koszykarz, występujący na pozycji rozgrywającego.

## Osiągnięcia
Na podstawie, o ile nie zaznaczono inaczej.
NCAA
- Uczestnik NCAA Final Four (1966)
- Mistrz sezonu regularnego konferencji Atlantic Coast (ACC – 1965, 1966)
- Most Outstanding Player (MOP = MVP) turnieju NCAA East Regional (1966)
- Zaliczony do:
  - I składu:
    - All-American (1967)
    - ACC (1965–1967)
    - turnieju konferencji ACC (1965–1967)

  - II składu All-American (1966)
- Wybrany do:
  - Galerii Sław Sportu uczelni Duke
  - Duke Circle of Honor
- Laureat nagrody Swett Memorial Trophy (Duke MVP – 1967)

ABA
- Zaliczony do I składu ABA (1970)[4]
- Uczestnik meczu gwiazd ABA (1970)[4]